# IC 631
IC 631 ist eine elliptische Galaxie vom Hubble-Typ E im Sternbild Sextant südlich des Himmelsäquators. Sie ist schätzungsweise 380 Millionen Lichtjahre von der Milchstraße entfernt.
Das Objekt wurde am 5. Mai 1893 von dem französischen Astronomen Stéphane Javelle entdeckt.